# Chiesa di Santo Stefano a Ugnano
La chiesa di Santo Stefano è un luogo di culto cattolico che si trova in via di Fagna, a Ugnano nella periferia sud-ovest di Firenze. Suffraganea della pieve di San Giuliano a Settimo, appartiene all'arcidiocesi di Firenze.

## Storia
La prima testimonianza documentale risale al 20 novembre 1011 quando il suo patronato venne donato alla badia a Settimo. Nel corso dell'XI secolo il patronato della chiesa fu esercitato dagli stessi parrocchiani fino al giugno del 1097 quando l'abate di Settimo non ne rientrò in possesso.
Maggiore importanza la chiesa ebbe nel XII secolo. Alla fine del secolo, nel marzo 1189, la comunità di Ugnano è definita incastellata e alla data 3 ottobre 1203 risulta che la chiesa di Santo Stefano avesse delle proprietà nel territorio della badia a Settimo. Poco dopo divenne la sede di una comunità di canonici regolari.
Nel corso del XIII secolo la situazione economica del suo popolo era buona tanto che il 16 luglio 1260 il suo rettore Fralmo Pellegrini si impegnò a versare 8 staia di grano per il mantenimento dell'esercito fiorentino e, in seguito, tra il 1276 e il 1303 risulta che la Canonica Sancti Stephani de Ugnano abbia pagato una decima annua di 10 lire e 10 soldi. La comunità di canonici era fiorente anche nel XIV secolo quando venne fatta oggetto di numerosi lasciti testamentari. Tra i suoi priori si ricordano prete Guidello e prete Jacopo. Nel 1372, anche se non risiedeva più nella chiesa, ancora qui si riuniva il capitolo dei canonici che ancora risulta attivo nel 1426.
Ai primi del XVI secolo, nel 1501, il priore veniva eletto dal vescovo di Firenze perché la comunità di canonici non doveva più esistere. Vi venne fondata una Compagnia laicale intitolata alla Vergine Maria e questa compagnia risulta attiva tra il 1537 e il 1785. Oltre alla chiesa, qui si trovava uno spedale che però in occasione di una vista apostolica nel 1575 venne dichiarato dirutum et desolatum.
Alla fine del XVIII secolo la chiesa, pur dotata di quattro altari, fu oggetto di alcuni lavori di restauro che comportarono, tra l'altro, il rialzo del pavimento perché l'interno veniva frequentemente allagato.
Nel 1828 la chiesa fu rinnovata dai fondamenti e quindi di fatto ricostruita interamente. In occasione di quei lavori la chiesa fu dotata di un portico e di una nuova canonica. Tra il 1891 e il 1893 vennero restaurati e consolidati gli affreschi della scuola del Ghirlandaio situati nella cappella ma nel 1895 la chiesa subì notevoli danni dal terremoto. Nell'agosto del 1944 le mine tedesche distrussero completamente la chiesa, il cortile trecentesco e le sue opere d'arte (tra cui un affresco col Martirio di santo Stefano e un dipinto attribuito a Bernardino Poccetti raffigurante l'Annunciazione della Vergine).
Venne riaperta al culto dopo la ricostruzione nel 1953.

## Descrizione

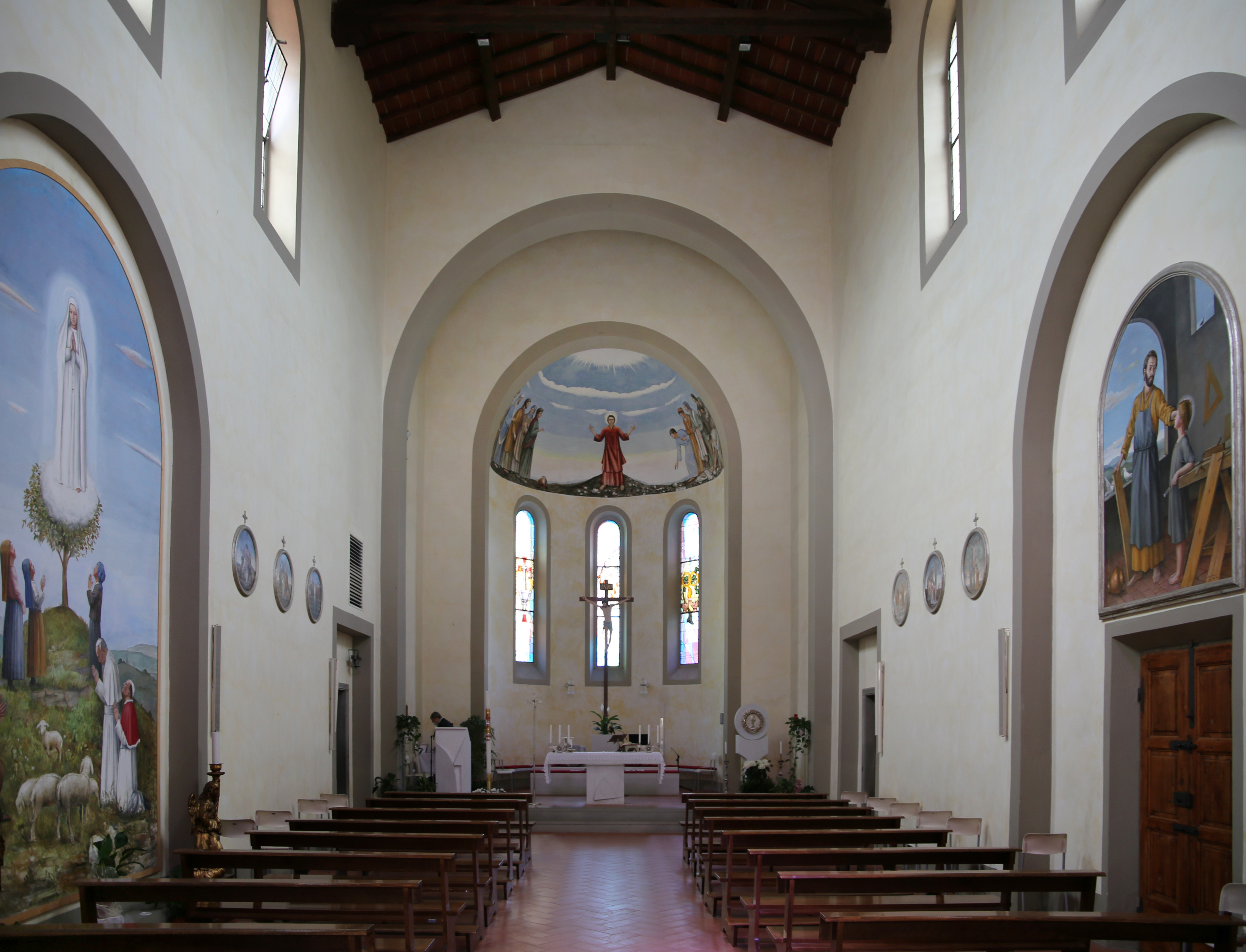
Interno

La chiesa è stata ricostruita nel 1953 e oggi dell'antico edificio romanico non rimane quasi nulla. Si conservano solo due frammenti di muratura posti sulla fiancata nord e scoperti in occasione di restauri effettuati alla fine del XX secolo; questi due frammenti sono di due epoche diverse: uno presenta un paramento murario a bozze di calcare ocra disposte a filaretto mentre l'altro mostra dei conci di calcare alberese disposti a corsi orizzontali e paralleli.
Nell'attiguo oratorio del Santissimo Crocifisso, decorato da un ciclo di dipinti di Alfredo Cifariello, è venerata un'antica immagine del Crocifisso, qui pervenuta nel 1780 da una confraternita romana soppressa.

## Bibliografia

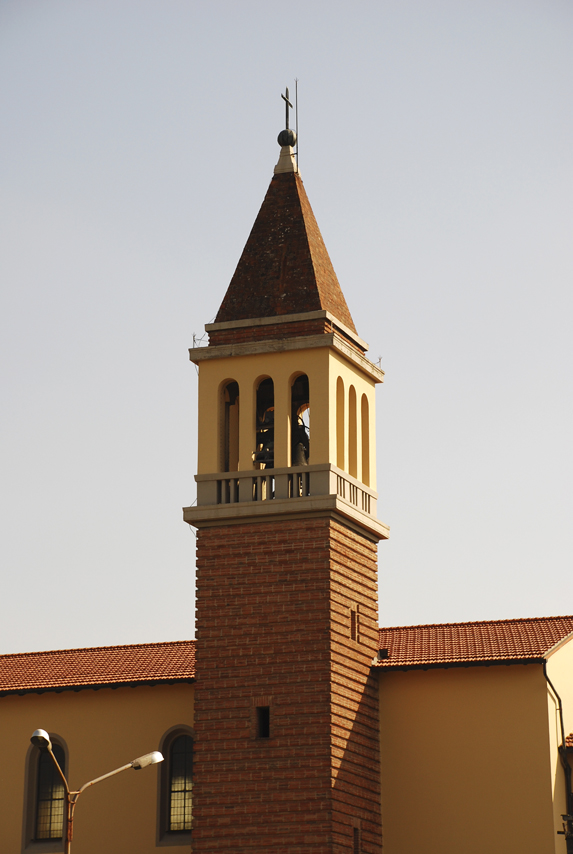
Campanile